# Xhoština
Xhoština (také xhosa nebo xhosaština, xhosky isiXhosa) je jazykem Xhosů. Je jedním z úředních jazyků v Jihoafrické republice a v Zimbabwe. Xhoštinou mluví přes 8 milionů lidí, především v Jihoafrické republice. Patří mezi bantuské jazyky a podobně jako většina bantuských jazyků je tónovým jazykem. Charakteristickým znakem jazyka je časté použití mlaskavek. Xhoština se zapisuje latinkou.

## Příklady

### Číslovky
| Xhosky       | Česky |
| isinye       | jeden |
| isibini      | dva   |
| isitathu     | tři   |
| isine        | čtyři |
| isihlanu     | pět   |
| isithandathu | šest  |
| isixhenxe    | sedm  |
| isibhozo     | osm   |
| isithoba     | devět |
| ishumi       | deset |

## Vzorový text
Otčenáš (modlitba Páně):
Bawo wethu osemazulwini,
malingcwaliswe
igama lakho